# 조규완
조규완(曺圭琬, 1916년 1월 26일 ~ 2008년 3월 21일)은  대한민국의 국회의원이다.

## 학력
- 전주고등학교 졸업

## 경력
- 광주학생항일운동 관계로 8개월 복역(전주형무소)
- 대한청년단 익산군단장
- 호국청년단 익산군단장
- 민주당 익산군(갑)위원장
- 민주당전북도당조직부장
- 신민당 중앙당 지도위원

## 역대 선거 결과
|  | 44.73% |

|  | 18.05% |